# Муніципальний округ (Росія)
Муніципа́льний о́круг — один із типів муніципальних утворень, форма місцевого самоуправління.
Вперше такий тип муніципальних утворень з'явився 2012 року, коли місто Москва була розділена на 125 муніципальних округів. Однак офіційно у Федеральному законі «Про загальні принципи організації місцевого самоуправління в Російській Федерації» такого типа муніципальних утворень не було. 2014 року місто Санкт-Петербург також було розділене на неіснуючі 9 муніципальних округів. Аби уникнути невідповідності із законом 1 травня 2019 року Федеральним законом № 87-Ф3 були внесені поправки до вище згаданого закону та був утворений такий тип муніципальних утворень як муніципальний округ.
Цей закон вказує на те, що до 2025 року мають бути утворені муніципальні округи з тих міських округів, які мають менше 2/3 міського населення і при цьому щільність населення яких в 5 та більше разів перевищує середні показники по країні. Однак у муніципальні округи почали перетворювати не лише міські округи, а й муніципальні райони, які відповідали критеріям (наприклад Весьєгонський округ Тверської області). При цьому у складі таких муніципальних районів ліквідовувались усі міські та сільські поселення. З одного боку це досить позитивно, адже прибирається багато додаткових гілок влади та зменшується кількість чиновників. З іншого боку у населення забирається право на самоуправління і усі питання, в тому числі і фінансові, залишаються в руках лише однієї гілки влади. Деякі місцеві владні структури почали взагалі утворювати муніципальні округи з таких муніципальних районів, які взагалі не мають міського населення і не відповідають критеріям (наприклад, Березовський округ Пермського краю).

## Муніципальні округи
| Муніципальний округ     | Суб'єкт федерації | Дата утворення | Населення, осіб (2019) | Площа, км² | З чого утворено         | Центр            |
| ----------------------- | ----------------- | -------------- | ---------------------- | ---------- | ----------------------- | ---------------- |
| Алеутський округ        | Камчатський край  | 30 квітня 2020 | 696                    | 1507       | Алеутський район        | село Нікольське  |
| Сюмсинський округ       | Удмуртія          | 6 квітня 2021  | 11951                  | 1793       | Сюмсинський район       | село Сюмсі       |
| Юкаменський округ       | Удмуртія          | 1 квітня 2021  | 8368                   | 1016       | Юкаменський район       | село Юкаменське  |
| Якшур-Бодьїнський округ | Удмуртія          | 25 травня 2021 | 20786                  | 1781       | Якшур-Бодьїнський район | село Якшур-Бодья |